# Feliciano Centurión
Feliciano Centurión (San Ignacio Guazú, 1962 – Buenos Aires, 1996) fue un artista visual, pintor paraguayo formado profesionalmente en Argentina, donde inició y desarrolló su carrera artística. Fue parte del grupo de artistas surgidos del Centro Cultural Ricardo Rojas en los años noventa del siglo pasado.

## Infancia y juventud
Feliciano Centurión nació en San Ignacio Guazú (Paraguay) el 20 de marzo de 1962. Realizó los estudios primarios en su país y los secundarios en la Escuela Nacional de Comercio (actual Escuela José Gervasio de Artigas) en la provincia argentina de Formosa. 
Inició el magisterio en artes visuales en la Escuela Provincial de Bellas Artes (llamado Instituto Superior de Arte "Oscar Alberto Albertazzi" desde 1987) de la ciudad de Formosa. Luego cursó estudios en la Escuela Nacional de Bellas Artes Prilidiano Pueyrredón y en la Escuela Superior de Bellas Artes de la Nación Ernesto de la Cárcova, ambas en Buenos Aires. Allí obtuvo los títulos de Profesor Nacional y profesor Superior de Pintura.

## Trayectoria
| Año  | Exposiciones individuales. |
| ---- | --- |
| 1987 | Galería Arte Sanos de Asunción. |
| 1990 | “Frazadas” en la Galería Fábrica de Asunción. |
| 1991 | “Al natural” en la Pequeña Galería de Asunción. |
| 1992 | “Pinturas” en el Centro Cultural Ricardo Rojas de Buenos Aires. Honor al mérito Instituto de Formación Docente, Universidad Iberoamericana (Asunción). |
| 1993 | “Las Galerías” en la Manzana de la Rivera de Asunción.                                                                                                 |
| 1996 | “Muestra retrospectiva” en el Centro de Artes Visuales de Asunción y en la Galería de Ruta Correa de Freiburg, Alemania.                               |

| Año  | Exposiciones importantes. |
| ---- | --- |
| 1985 | “El Puerto” en la Sala de Exposiciones de Aerolíneas Argentinas, en Formosa. |
| 1986 | “Grupo Sapucai” en el Fondo Nacional de Artes Plásticas de la Cárcova, en el Centro Cultural de la Ciudad de Buenos Aires.                                                                                        |
| 1986 | En el Centro Cultural de la Ciudad de Buenos Aires. |
| 1988 | Museo Paraguayo de Arte Contemporáneo de Asunción. |
| 1988 | “MARGS” del Museo de Arte de Río Grande do Sul de Porto Alegre (Brasil). |
| 1990 | “Gráficos-Seri-Gráficos” en la Pequeña Galería de Asunción. |
| 1990 | Varias en el Centro Cultural Recoleta de Buenos Aires; “Premio Martel de Pintura” en el Centro de Artes Visuales de Asunción.                                                                                     |
| 1991 | Varias en el Centro Cultural Ricardo Rojas de Buenos Aires. |
| 1991 | Cinco artistas paraguayos” en la Galería Centoira de Buenos Aires. |
| 1992 | Voces emergentes” en las Jornadas de la Crítica, en Buenos Aires. |
| 1992 | Varias para la “Fundación Nuevo Mundo” del Museo Nacional de Bellas Artes de Buenos Aires; “Segunda Bienal Martel de Pintura” en el Centro de Artes Visuales de Asunción (1992);                                  |
| 1993 | Varias de la Fundación Banco Patricios de Buenos Aires; “Archipiélagos” del Museo de Arte Contemporáneo de Porto Alegre. “Los más jóvenes artistas de Ruth Benzacar” en la Galería Ruth Benzacar de Buenos Aires. |
| 1994 | Tres artistas paraguayos” en la Galería Latina de Montevideo (Uruguay). |
| 1995 | Exposición del Instituto de Cooperación Iberoamericana”, en Buenos Aires. |
| 1996 | “Las artes plásticas en Formosa”, Homenaje a Feliciano Centurión, Fundación Crisólogo Larralde de Formosa (Argentina). “Frío/Caliente” en el Centro Cultural Borges de Buenos Aires.                              |
| 1997 | “Objetos - 8 artistas del Mercosur”, muestra itinerante por los países que componen el mercado, Sala de Exposiciones de la OEA en Buenos Aires.                                                                   |

## Distinciones
| Año  | Actividad destacable                                                                        |
| ---- | ------------------------------------------------------------------------------------------- |
| 1989 | Premio de la Fundación Manliba de Buenos Aires.                                             |
| 1990 | el Tercer Premio de la Bienal Martel de Pintura en el Centro de Artes Visuales de Asunción. |
| 1992 | Premio de la Fundación Nuevo Mundo del Museo Nacional de Bellas Artes de Buenos Aires.      |

## Estilo
Centurión plasmaba en sus obras un estilo muy peculiar que destacaba la presencia de seres que parecían ser extraídos de los sueños. En ocasiones lo inspiraban los animales en peligro de extinción de su tierra paraguaya y los representaba con un aire de fantasía.
Probablemente esas imágenes las recibía en sueños y no descansaba hasta plasmarlas en los soportes más cotidianos e íntimos como una frazada o una sábana. Ha representado a diferentes animales típicos del Chaco paraguayo, entre ellos el yaguareté, como expresando la añoranza que sentía por su tierra en sus últimos años de vida en la capital argentina.
El curador argentino Jorge Gumier Maier señaló acerca de su desarrollo artístico: "Desde todo punto de vista formal y temático, el momento fundacional en la obra de Centurión es el cambio del soporte tradicional -la tela- por las frazadas. El diálogo entre estampado o diseño de las mismas y las imágenes que de un modo muy gráfico pintaba sobre ellos, pasó a singularizar su producción. En una primera etapa, los animales solos o seriados, domésticos o extraños (como sus pulpos) remitían a un mundo fantástico, amable y edénico. Eran por lo general frazadas de dos plazas.
El siguiente período se caracteriza por tela de frazadas que Centurión cortaba en formatos más pequeños, más íntimos. La imagen se hizo más abstracta y poética. Eran flores o estrellas o estrellas/flores. La pintura comenzó a ser desplazada por carpetas de ñandutí... o macramé... En su tercera etapa (y última), las mismas frazadas ceden su lugar a pañuelos, almohadas, pedazos de sábanas sobre los que en general bordaba frases que eran utilizadas a modo de afirmaciones".[cita requerida]

## Últimos años
Centurión murió por complicaciones con el VIH/sida en Buenos Aires el 7 de noviembre de 1996.

## Obras
Sus obras principales son: 
- “Cielito argentino”
- “Sol naciente”
- “La mirada”
- “Flotar”
- “Ensueño”
- “Flores”
- “Tu presencia”.